# Bulbul de Prigogine
Chlorocichla prigoginei
Espèce
Statut de conservation UICN

 EN B1ab(i,ii,iii,iv,v) : En danger
Le Bulbul de Prigogine (Chlorocichla prigoginei) est une espèce de passereau de la famille des Pycnonotidae.

## Répartition
Il est endémique en République démocratique du Congo.

## Habitat
Son habitat naturel est les montagnes humides subtropicales ou tropicales.

## Systématique
Il est considéré par certains ornithologistes comme une sous-espèce du Bulbul joyeux (Chlorocichla laetissima).